# Ioan Valeriu Achiriloaie
Ioan Valeriu Achiriloaie (* 20. August 1990 in Brașov) ist ein rumänischer Skirennläufer.

## Werdegang
Achiriloaie gab sein internationales Debüt im Citizen-Riesenslalom von Bormio. 2014 nahm er an den Olympischen Winterspielen teil. Sein bestes Resultat war der 46. Platz in der Abfahrt. 2015 trat er bei den Alpinen Skiweltmeisterschaften an, wo er jedoch nur in der Abfahrt das Ziel erreichte. Bei den Alpinen Skiweltmeisterschaften 2017 erreichte Achiriloaie Platzierungen unter bzw. 
in den besten 30.

## Erfolge

### Olympische Winterspiele
- Sotschi 2014: 46. Abfahrt, DNF1 Super Kombination

### Weltmeisterschaften
- Vail/Beaver Creek 2015: 44. Abfahrt
- St. Moritz 2017: 29. Super-G, 31. Abfahrt, 32. Kombination

### Juniorenweltmeisterschaften
- Haute-Savoie 2010: DNF2 Riesenslalom, 49. Slalom